# Jacques Laffitte
Jacques Laffitte [ejtsd: lafitt] (Bayonne, 1767. október 24. – Párizs, 1844. május 26.) francia államférfi, Franciaország 10. miniszterelnöke.

## Élete
Perrégaux párizsi bankárnál volt ügynök, és később gazdája utódja lett. Napóleon 1809-ben kinevezte a francia bank igazgatójává, mely állásába az ideiglenes kormány 1814-ben ismét visszahelyezte őt. A száz nap alatt és a második restauráció után Laffitte képviselő volt, s mindig az ellenzékkel tartott. 1817-ben Párizs mind a 20 kerületben egyszerre őt választotta meg, mire az elkeseredett udvar megfosztotta őt a bank igazgatóságától, melyet azonban 1822-ben újra visszakapott. Népszerűségét akkor vesztette el, midőn a Villèle-kormányt a járadék leszállításában támogatta; ennek dacára is ellenzéki maradt és 1827-ben a miniszter vád alá helyezését követelte. A júliusi forradalom kezdetén Laffitte háza volt a mozgalom intézőinek gyülekezőhelye, s Laffitte ajánlatára, aki a forradalmat pénzzel is támogatta, jelölték ki július 30-án az orléans-i herceget az ország főparancsnokává. Mint az 1830. augusztus 30-iki kamara elnöke, ő olvasta fel a Lajos Fülöp monarchiáját visszaállító határozatot, s be is lépett az új kabinetbe, de már 1831. március 13-án beadta lemondását. Miután hitelezői fenyegették és az udvar is elhagyta, kénytelen volt birtokait eladni, hogy 50 milliónyi adósságát kifizethesse. A parlamentben ezután ismét az ellenzékhez csatlakozott, s vagyona romjaiból egy leszámítoló bankot alapított, mely gyorsan felvirágzott. 1843-ban még egyszer a kamara elnöke lett.